# John Edwards (Politiker, 1781)
John Edwards (* 6. August 1781 in Beekmans, New York; † 28. Dezember 1850 in Johnstown, New York) war ein US-amerikanischer Politiker. Zwischen 1837 und 1839 vertrat er den Bundesstaat New York im US-Repräsentantenhaus.

## Werdegang
John Edwards wurde während des Unabhängigkeitskrieges im Bezirk von Beekmans bei Poughkeepsie im Dutchess County geboren und wuchs dort auf. Er besuchte Gemeinschaftsschulen. Zwischen 1806 und 1812 war er Sheriff im Montgomery County und Aufseher in Johnstown Jail im Fulton County. Dann ließ er sich in der Village von Ephrata nieder. Politisch gehörte er der Demokratischen Partei an.
Bei den Kongresswahlen des Jahres 1836 für den 25. Kongress wurde er im 15. Wahlbezirk von New York in das US-Repräsentantenhaus in Washington, D.C. gewählt, wo er am 4. März 1837 die Nachfolge von Matthias J. Bovee antrat. Er schied nach dem 3. März 1839 aus dem Kongress aus.
Nach seiner Kongresszeit ging er kaufmännischen Geschäften nach, war aber auch als Hersteller tätig. Am 28. Dezember 1850 starb er in Johnstown und wurde auf dem gleichnamigen Friedhof beigesetzt. Zu jenem Zeitpunkt war der Mexikanisch-Amerikanische Krieg ungefähr zwei Jahre zu Ende.